# يان سهل
يان سهل هو سياسي نرويجي، ولد في 20 أبريل 1950 في Meløy Municipality ‏ في النرويج. نشط حزبياً في الحزب الديمقراطي المسيحي. في الانتخابات البرلمانية النرويجية 2005 ‏، انتخب عضو برلمان النرويج ‏ عن دائرة نورلان وقد انضم خلال فترته النيابية ‏ (1 أكتوبر 2005 – 30 سبتمبر 2009) للكتلة البرلمانية الحزب الديمقراطي المسيحي وفي الانتخابات البرلمانية النرويجية 2001، انتخب عضو برلمان النرويج ‏ عن دائرة نورلان وقد انضم خلال فترته النيابية ‏ (1 أكتوبر 2001 – 30 سبتمبر 2005) للكتلة البرلمانية الحزب الديمقراطي المسيحي وانتخب عضو برلمان النرويج ‏ عن دائرة نورلان وقد انضم خلال فترته النيابية ‏ (1 أكتوبر 1997 – 30 سبتمبر 2001) للكتلة البرلمانية الحزب الديمقراطي المسيحي.